# Орлик (Поморське воєводство)
Орлик (пол. Orlik) — село в Польщі, у гміні Бруси Хойницького повіту Поморського воєводства.
Населення — 249 осіб (2011).
У 1975-1998 роках село належало до Бидгощського воєводства.

## Демографія
Демографічна структура станом на 31 березня 2011 року:
|          | Загалом | Допрацездатний вік | Працездатний вік | Постпрацездатний вік |
| -------- | ------- | ------------------ | ---------------- | -------------------- |
| Чоловіки | 89      | 16                 | 70               | 3                    |
| Жінки    | 160     | 27                 | 89               | 44                   |
| Разом    | 249     | 43                 | 159              | 47                   |